# Aja (gmina)
Aja (gr. Δήμος Αγιάς, Dimos Ajas) – gmina w Grecji, w administracji zdecentralizowanej Tesalia-Grecja Środkowa, w regionie Tesalia, w jednostce regionalnej Larisa. W 2011 roku liczyła 11 470 mieszkańców. Powstała 1 stycznia 2011 roku w wyniku połączenia dotychczasowych gmin: Aja, Ewrimeni, Lakieria i Meliwia. Siedzibą gminy jest Aja.